# スカイラーキング
『スカイラーキング』 (原題: Skylarking)は、1986年にヴァージン・レーベルとゲフィン・レーベルからリリースされた XTCの8枚目のアルバム。レコーディングは1986年にトッド・ラングレンのユートピア・サウンド・スタジオ (Utopia Sound Studios) で彼のプロデュースによって行われたが、メンバー間の諍いなどが相次ぎ、制作には難関を抱えた作品でもある。
トッド・ラングレンが迎えられたのは、デイヴが大ファンであったこともきっかけである。徹底したプロデューサー気質のトッドと、他者の介入を嫌うアンディの間に亀裂が入り、完成も危ぶまれた。トッドの意向により、全体として愛についての楽曲が占めている。前作から一転して、初期のポップ性に回帰している。
シングルのB面だった「ディア・ゴッド」は、トッドとアンディが嫌い、アルバムから除外している。しかし、ラジオを通してヒットしてしまい、アメリカ版では差し替えられて、シングル発売でもA面になり、後にアルバムにも追加された。歌詞は、神に宛てた個人的な手紙形式で、神を信じられないという辛辣な内容だったため、一部のキリスト教信者からラジオ局が脅迫を受けているが、概ねは好意的に受け入れられた。
タイトルは「ばか騒ぎ」の意味。

## 収録曲
| #   | タイトル                               | 作詞・作曲     | 時間 |
| --- | -------------------------------------- | -------------- | ---- |
| 1.  | 「Summer's Cauldron」                  | Andy Partridge | 3:19 |
| 2.  | 「Grass」                              | Colin Moulding | 3:05 |
| 3.  | 「The Meeting Place」                  | Colin Moulding | 3:14 |
| 4.  | 「That's Really Super, Supergirl」     | Andy Partridge | 3:21 |
| 5.  | 「Ballet for a Rainy Day」             | Andy Partridge | 2:50 |
| 6.  | 「1000 Umbrellas」                     | Andy Partridge | 3:44 |
| 7.  | 「Season Cycle」                       | Andy Partridge | 3:21 |
| 8.  | 「Earn Enough for Us」                 | Andy Partridge | 2:54 |
| 9.  | 「Big Day」                            | Colin Moulding | 3:32 |
| 10. | 「Another Satellite」                  | Andy Partridge | 4:15 |
| 11. | 「Mermaid Smiled」                     | Andy Partridge | 2:26 |
| 12. | 「The Man Who Sailed Around His Soul」 | Andy Partridge | 3:24 |
| 13. | 「Dying」                              | Colin Moulding | 2:31 |
| 14. | 「Sacrificial Bonfire」                | Colin Moulding | 3:49 |
| 15. | 「Dear God」                           | Andy Partridge | 4:24 |

## レコーディング・メンバー

### XTC
- アンディ・パートリッジ (Andy Partridge) - ボーカル、ギター
- コリン・モールディング (Colin Moulding) - ボーカル、ベース
- デイヴ・グレゴリー (Dave Gregory) - ボーカル、ギター、ピアノ、シンセサイザー、チェンバリン

### 参加ミュージシャン
- トッド・ラングレン (Todd Rundgren) - オーケストラ・アレンジ、コンピューター・プログラミング、キーボード、バック・ボーカル
- プレイリー・プリンス (Prairie Prince) - ドラム
- ミンゴ・ルイス (Mingo Lewis) - パーカッション
- Jasmine Veillette - ボーカル 「Dear God」

### スタッフ
- トッド・ラングレン (Todd Rundgren) - プロデュース、エンジニア
- Kim Foscato - アシスタント・エンジニア
- George Cowan - アシスタント・エンジニア